# Fallo per papà
Fallo per papà è un film del 2012 diretto, scritto e coprodotto da Ciro Ceruti, Ciro Villano. Il film è stato distribuito nelle sale italiane il 25 maggio 2012.
La maggior parte delle scene sono state girata a Castel San Giorgio, in provincia di Salerno, nel mese di novembre 2011.

## Trama
Luca e Mattia sono due fratelli: il primo è un pittore geniale, ma incolto e rozzo. Il secondo lavora in un'azienda agroalimentare in provincia di Salerno. I due non si vedono da 8 anni, da quando cioè hanno litigato perché Luca si è innamorato di Annalisa, la ragazza che il fratello stava per sposare e che ha poi abbandonato entrambi.
Mattia è alle prese con i preparativi del suo matrimonio con Bice, sua ex compagna di classe che lo ha aiutato a superare il trauma dell'abbandono di Annalisa. Luca, invece, trasferitosi a Milano in seguito al litigio, è alle prese con la voglia della sua compagna Federica di avere un figlio.
Il padre dei due, Nicola, si mette in testa di farli riappacificare e scrive a Luca fingendosi molto malato per costringerlo a tornare in paese e partecipare, a sua insaputa, alle nozze di Mattia.
I due fratelli, appena si incontrano, prima se ne danno di santa ragione, poi cercano di convivere nella casa del padre.
Mattia si sfoga della situazione col suocero Cipriano, unico a sapere della vecchia moto che da anni cerca di rimettere a nuovo con l'intento di allontanarsi dal paese. Luca, invece, rivede don Michele, suo amico d'infanzia, divenuto prete del paese, che gli dà preziosi consigli per riallacciare il rapporto col suo passato. Il giorno prima delle nozze, però, a causa di un temporale la chiesa diventa inagibile. Luca propone al fratello di celebrare il matrimonio nella cappella di un vecchio palazzo in un paese vicino: i due fratelli vanno a visionarlo. Giunti sul posto i due si imbattono nel fantasma del loro passato, cioè Annalisa, la donna per cui avevano litigato. La ragazza racconta di come Nicola le abbia offerto ospitalità nel palazzo, sapendola sola al mondo. Mattia, nel vederla, s'inquieta per il ricordo di quel passato.
Invita, così, Annalisa a lasciare la sua casa per permettergli di celebrare il matrimonio. Annalisa, però, ha una figlia di 8 anni con sé, Alessia, per cui Mattia si dimostra più indulgente. La strana ricomparsa di Annalisa fa rinascere la competizione tra i due fratelli. Entrambi cercano di riavvicinarsi alla donna facendo leva sulla simpatia che la ragazzina nutre per loro. Iniziano a farsi dispetti a vicenda, finché un banale calcolo circa l'età della bambina non fa venire loro il sospetto che possa essere la figlia di uno dei due. Questa novità sconvolge la vita dei due, che si trovano con una figlia che non sapevano di avere e che, per giunta, si affeziona ad entrambi ogni giorno di più.

## Riprese
Le riprese del film, durate circa 7 settimane, sono iniziate a ottobre 2011 nel comune di Castel San Giorgio (provincia di Salerno), in particolar modo nella vanvitelliana Villa Calvanese, nel castello longobardo di Fossalupara, in Piazza della Concordia e nella frazione di Lanzara. Altre riprese sono state girate nel comune di Roccapiemonte, oltre a quelle di Milano e Napoli. Alcuni interni sono stati girati all'Adinolfi Restaurant di Castel San Giorgio. La scena finale è stata girata a Castel San Giorgio, in Piazza della Concordia, dove per l'occasione è stata anticipata l'accensione delle tradizionali luminarie natalizie e dell'Albero di Natale, alto oltre 13 metri e illuminato da ben 20 000 led.